# 표현주의
표현주의(表現主義, expressionism)는 20세기 초에 일어난 미술의 한 양식이다. 인상주의, 상징주의, 야수파와 마찬가지로 표현주의는 자연주의 경향에 반대하는 운동이었다. 표현주의에서는 표현적 측면이 미학적, 객관적인 측면에 비해서 압도적인 무게를 지닌다. 이것은 미술가들이 자신들의 체험을 관람자를 위해서 표현하려고 시도하는 것을 통해서 드러나게 된다.

## 조형예술에서의 표현주의
표현주의는 조형예술에서 생겨난 양식이며, 미술운동으로 20세기 초(1901-1925년)에 특히 독일에서 커다란 영향력을 발휘했던 양식경향이다. 영혼의 표현을 나타내는데 주력한 표현주의는 사물의 외면을 묘사하는 인상주의와는 대립되는 모습을 보인다. 다시 말해 표현주의는 인상주의의 특징인 빛과 색채의 유희를 벗어나려는 데에 초점을 두었다. 인상주의의 대표적 화가들인 세잔, 고갱, 반 고흐의 그림은 표현주의의 특징을 선구적으로 보여주고 있다. 이들 화가들은 이미 대상의 형태를 단순화 시키고 색채를 사용하는 데 몇몇 매우 간결하고 원색에 국한하고자 노력한 사실을 확인할 수 있다. 20세기에 접어들면서 표현주의의 화가들은 위에 언급한 화가들의 특징을 이어받음과 동시에 한걸음 더 나아가 자연 대상을 단순히 아름답게 묘사하는 것을  영향 하에서 표현주의는 새로운 양식 경향들과 부분적으로 중첩되거나 부분적으로 대체되었다.
색채, 역동성, 감정과 같은 요소들은 거의 모든 표현주의 미술작품에서 발견된다. 표현주의 화법을 통해서 나타난 색채, 형태를 자유롭게 다루는 것은 혼합되지 않은 색을 빈번하게 사용하는 것, 목판화와 같은 형태, 소재를 본질적인 것으로 축소한 것, 전통적인 원근법의 해체에서 아주 또렷하게 드러났다.
이 시대의 미술가들은 인상을 현실에 충실하게 재현하거나 아름다운 형태를 중요하게 여기지 않았다. 인상주의 화가와는 대조적으로 표현주의자들은 자신들의 내적 흥분을 표현했고, 직접적이고 자발적으로 '통렬하게 느끼'고 해석된 소재를 전달했다.
에른스트 키르히너, 에리히 헤켈, 카를 슈미트 로트루프, 오토 뮐러, 막스 페히슈타인이 주축이 되어서 드레스덴에서 결성된 예술가 집단 다리파'(1905-1913년)와 바실리 칸딘스키, 프란츠 마르크, 아우구스트 마케, 가브리엘 뮌터, 파울 클레가 속해있던 뭔헨에서 결성된 청기사파(1911-1914년)가 대표적인 표현주의 집단이었다.
표현주의는 당시에 존재했던 기존 질서와 시민 계층에 대한 항의의 운동으로 시작되었다. 표현주의의 생성은 당시에 일어났던 삶의 개혁 운동과 밀접한 연관 속에서 고찰되어야만 한다. 표현주의 미술가들은 프리드리히 니체를 자신들의 생각을 선취한 사람으로 삼았다. 헤르바르트 발덴(Herwarth Walden)이 발행한 잡지 〈슈투름Sturm〉과 새롭게 창간된 예술 문학 잡지들이 주요 예술가들에게 토론의 장으로 이용되었다. 낡은 미술적 형식들이 포기되었다. 결과적으로 표현주의는 자연주의와 대립되는 위치를 차지하게 되었다.

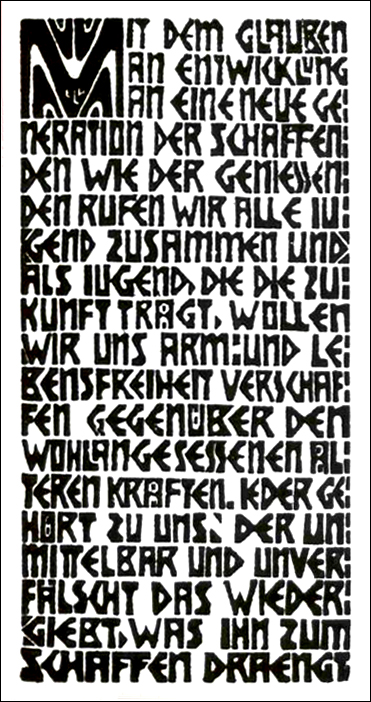
키르히너가 목판으로 제작한 다리파의 강령

표현주의의 강령은 계속해서 부정적으로 정의되었기 때문에, 인상주의와는 대조적으로 양식적 특성으로 즉각적으로 알아볼 수 있는 미술이 강령에서부터 생겨나지는 않았다.. 오히려 표현주의를 이루고 있는 것은 정신적 태도였다. 1906년 키르히너는 다리라는 제목을 지닌 목판화에서 다리파의 강령을 다음과 같이 표현했다.
"창작하는 새로운 세대가 발전할 것이라는 믿음을 지니고 우리 젊은이들은 함께 외친다. 그리고 미래를 짊어질 젊은이인 우리들은 편안하게 자리를 잡은 늙은 세력에 대해서 팔과 삶의 자유를 스스로 마련하고자 한다. 창조를 하도록 충동하는 것을 직접적이고 거짓 없이 재현하는 모든 사람들은 우리와 같은 편이다."
하지만 특이하게도 표현주의의 중요한 대표 화가들은 자신들이 표현주의자라고 지칭되는 것을 격렬하게 거부했다. 예를 들면 에른스트 루트비히 키르히너와 오토 뮐러는 이런 표현이 자신들의 양식과 독창성에 적합하지 않기 때문에 표현주의자라는 명칭을 거부했다. '청기사파'의 몇몇 회원들이 함께 했고, 예술적으로 아주 생산적이었던 튀니지와 북아프리카로의 여행은 미술사에 기록되었다. 오늘날에는 독일 표현주의의 많은 작품들이 캘리포니아 주 패서디너시에 있는 노튼 시몬 미술관에 전시되어 있다.

## 건축에서의 표현주의
제1차대전 직전의 불안한 사회정세를 배경으로 뮌헨에서 일어나, 1920년대 중반 무렵 독일의 인플레이션이 그칠 무렵까지 계속된 건축운동이다. 이 동안의 활동은 별로 통일적인 것은 아니었으나 아르 누보에서 국가적인 로망주의에 이르기까지 갖가지 형태의 것을 내포하면서 전개되어 갔다. 그것들은 유기적인 형태나 불안정한 동적인 표현을 하는 것이 많았다. 이들 운동 중에 들어가는 작품으로서 에리히 멘델손의 아인슈타인탑(塔), 헨가의 칠리관(館), 페르치히의 급수탑(給水塔), 자르츠브르크 축전극장(祝典劇場) 계획안, 시타이너의 괴테관(館) 등이 있다. 베를린의 AEG 공장에 의하여 표현주의에로 이행한 페터 베렌스는 그 뒤 국가적인 로망주의로 이행한다. 그리고 표현주의 운동은 사회주의 혁명에 대한 항의로서도 사용되었다.

## 표현주의의 대표적 화가
20세기 표현주의자들에게 커다란 영향을 끼친 선구자들로는 폴 세잔, 폴 고갱, 빈센트 반 고흐를 들 수 있으며, 그뤼네발트와 엘 그레코와도 흥미로운 연관 관계가 설정될 수 있다.
- 요제프 아흐만
- 마르크 샤갈
- 오토 딕스
- 콘라트 펠릭스뮐러
- 에리히 헤켈
- 알렉세이 폰 야블렌스키
- 바실리 칸딘스키
- 에른스트 루트비히 키르히너
- 파울 클레
- 오스카 코코슈카
- 엘프리데 로제 베히틀러
- 아우구스트 마케
- 프란츠 마르크
- 오토 뮐러
- 에드바르트 뭉크
- 가브리엘 뮌터
- 에밀 놀데
- 막스 페히슈타인
- 카를 슈미트 로트루프
- 마리안네 폰 베레프킨

## 아프리카 미술의 영향
얼마 후에 제작된 파블로 피카소나 조르즈 브라크의 입체주의적 작품과 마찬가지로 표현주의자들의 작품, 특히 다리파 미술가들의 작품은 남태평양과 아프리카 미술품으로부터 강한 영향을 받았다. 20세기 초 유럽의 민속박물관은 아프리카와 남태평양의 섬에서 가져온 물건들로 가득 찼다. 가면과 인물 조각상의 단순하면서도 강렬한 표현의 형태가 '새롭고 원초적인 자연'을 바라는 유럽 미술가들의 갈망을 채워주었다.

## 문학에서의 표현주의
조형예술에서의 표현주의와 유사하게 문학에서의 표현주의도 우선적으로 전쟁, 대도시, 몰락, 두려움, 자아 상실, 세계 몰락과 같은 주제에 몰두했다.

## 같이 보기
- 신즉물주의
- 프리드리히 니체